# Ihor Szuchowcew
Ihor Wiktorowycz Szuchowcew, ukr. Ігор Вікторович Шуховцев, ros. Игорь Викторович Шуховцев, Igor Wiktorowicz Szuchowcew (ur. 13 lipca 1971 w Odessie) – ukraiński piłkarz, grający na pozycji bramkarza, trener piłkarski.

## Kariera piłkarska

### Kariera klubowa
Wychowanek SDJuSzOR (szkoły sportowej) Czornomoreć Odessa, w drużynie rezerwowej tego klubu rozpoczął karierę piłkarską w 1988. W następnym sezonie przeszedł do SKA Odessa. Potem był wypożyczony do Nywy Winnica. W 1993 został piłkarzem klubu Nord-AM-Podillia Chmielnicki. Po występach w Nywie i Błaho Błahojewe powrócił do SK Odessa. W 1996 otrzymał ofertę od trenera Torpeda Moskwa Walentina Iwanowa, ale do podpisania kontraktu nie doszło, wobec czego przeniósł się do Urałmaszem Jekaterynburg. Po opuszczeniu Jekaterynburga przeniósł się do Nosty Nowotroick. Z powodu kontuzji wiązadeł nie zagrał żadnego meczu. Powrócił do Odessy, gdzie ponad rok przechodził rehabilitację. W 1997 podpisał kontrakt z Metałurhem Mariupol. W 2003 odrzucił propozycję przedłużenia umowy z klubem z Mariupola i odszedł do Arsenału Kijów, skąd po roku przeszedł do Tawrii Symferopol. W 2005 powrócił do Illicziwca, w którym występował przez następne cztery sezony. Latem 2009 został piłkarzem Zorii Ługańsk. W końcu grudnia 2011 postanowił zakończyć karierę piłkarską. Jednak po roku w listopadzie 2012 otrzymał propozycję gry w klubie Metalist Charków.

## Kariera trenerska
Po zakończeniu kariery piłkarskiej rozpoczął pracę szkoleniowca. W czerwcu 2015 został zaproszony do sztabu szkoleniowego amatorskiego zespołu Żemczużyna Odessa, w którym pomagał trenować bramkarzy klubu.

## Sukcesy i odznaczenia

### Sukcesy klubowe
- mistrz Pierwszej lihi Ukrainy: 2008
- brązowy medalista Pierwszej lihi Ukrainy: 1997

### Sukcesy indywidualne
- członek Klubu Ołeksandra Czyżewskiego: 317 meczów
- członek Klubu Jewhena Rudakowa: 102 mecze na "0"
- najstarszy bramkarz, występujący w Premier lidze Ukrainy[5]: 38 lat

### Odznaczenia
- tytuł Mistrza Sportu Ukrainy: 2001